# Policoro
Policòro (Pulecore in dialetto locale) è un comune italiano di 17 735 abitanti della provincia di Matera in Basilicata. È il secondo comune della provincia, nonché terzo dell'intera regione, per numero di abitanti (dietro solo a Potenza e Matera).

## Geografia fisica

### Territorio
Policoro è posizionata sulla fertile pianura di Metaponto  a 3 chilometri dal Mar Ionio nelle vicinanze del fiume Agri, nella parte sud-orientale della provincia. È il secondo centro della provincia di Matera, il terzo della regione, come popolazione e secondo della provincia come importanza economica. Confina a nord con il comune di Scanzano Jonico (9 km), ad est con il mar Jonio (3 km), a sud con Rotondella (23 km) e ad ovest con i territori di Tursi (27 km).
- Classificazione sismica: zona 2 (sismicità medio-alta)[6], Ordinanza PCM n. 3274 del 20/03/2003.

### Clima
Secondo i dati medi del trentennio 1961-1990, la temperatura media del mese più freddo, gennaio, si attesta a +7,8 °C, mentre quella del mese più caldo, agosto, è di +25,4 °C.
| Policoro           | Mesi | Mesi | Mesi | Mesi | Mesi | Mesi | Mesi | Mesi | Mesi | Mesi | Mesi | Mesi | Stagioni | Stagioni | Stagioni | Stagioni | Anno |
| Policoro           | Gen  | Feb  | Mar  | Apr  | Mag  | Giu  | Lug  | Ago  | Set  | Ott  | Nov  | Dic  | Inv      | Pri      | Est      | Aut      | Anno |
| ------------------ | ---- | ---- | ---- | ---- | ---- | ---- | ---- | ---- | ---- | ---- | ---- | ---- | -------- | -------- | -------- | -------- | ---- |
| T. max. media (°C) | 12,0 | 13,6 | 15,8 | 18,9 | 23,1 | 27,8 | 31,1 | 31,0 | 27,3 | 22,5 | 18,2 | 14,2 | 13,3     | 19,3     | 30,0     | 22,7     | 21,3 |
| T. min. media (°C) | 3,6  | 4,5  | 6,8  | 9,0  | 12,9 | 16,9 | 19,4 | 19,8 | 17,2 | 13,5 | 9,5  | 5,3  | 4,5      | 9,6      | 18,7     | 13,4     | 11,5 |

- Classificazione climatica di Policoro[8]:
  - Zona climatica C;
  - Gradi giorno 1137.

## Storia
Il nome deriva dal greco antico Polychoron (Πολύχωρον).
La città moderna sorge a poca distanza dalle rovine dell'antica città di Eraclea, importante centro della Magna Grecia sorto nel VI secolo a.C., dove nel 280 a.C. i Romani combatterono Pirro. La città antica faceva parte della regione della Siritide, in prossimità di Siris. Secondo altre differenti interpretazioni storico-archeologiche, Siris si situava nello stesso territorio di Eraclea. Infatti, secondo tali ricostruzioni, la fondazione di Eraclea avvenne nei pressi dello stesso abitato della florida e ricca Siris.
Durante tutta l'età repubblicana, Eraclea viene colpita da tumulti sociali, giunti al culmine nel 72 a.C. con il passaggio della ribellione di Spartaco. I recenti scavi archeologici, della missione archeologica italo-francese condotta dall'Università degli Studi della Basilicata e dall'École pratique des hautes études, hanno portato alla luce le testimonianze che attestano la ribellione di Spartaco ad Eraclea. Dagli scavi archeologi è emerso che, durante il passaggio della ribellione di Spartaco, la parte più ricca dell'acropoli di Eraclea fu assediata attraverso l'utilizzo di armi da guerra. Nell'età imperiale cominciò invece la sua decadenza. Vi hanno risieduto il poeta Archia e il grande pittore Zeusi, forse originario della città.
Dal Medioevo si sviluppò un piccolo centro urbano nelle vicinanze del Castello Baronale. Dal 1300 al 1600, il feudo di Policoro, in piena decadenza diviene proprietà della famiglia Sanseverino, con passaggi tra i vari discendenti. Un principe di quella famiglia, nel 1600, per ottenere la guarigione di un figlio da una grave malattia, donò il feudo ai Gesuiti, che lo tennero per lungo tempo, trasformando il castello in monastero. Il 21 novembre 1772 i Gesuiti furono espulsi dal Regno delle due Sicilie dal re Ferdinando IV di Borbone. Tutti i loro beni, compreso il feudo “disabitato” di Policoro, furono incamerati dal Regio Fisco. Il feudo di Policoro venne venduto all'asta e acquistato dalla nobildonna Maria Grimaldi, principessa di Gerace. Alla fine di aprile del 1799, nei giorni 29 e 30, nell’ex monastero di Policoro, trasformato di nuovo in castello, soggiornò il cardinale Ruffo, ospite della principessa di Gerace, mentre risaliva il Regno con il suo esercito di volontari per domare la rivolta contro la monarchia borbonica; nel maggio del 1806 pernottò nel castello il re Giuseppe Bonaparte durante il suo viaggio da Reggio Calabria a Napoli.
Nel 1959 cessò di essere frazione di Montalbano Jonico diventando comune autonomo. A partire dagli anni '60 vi è stato un notevole incremento demografico, grazie alla popolazione proveniente dall'entroterra lucano stabilitasi nel comune, che ha portato Policoro ad essere il terzo centro della regione per numero di abitanti, oltre che uno dei più importanti a livello economico essendo posto al centro della piana del Metapontino.

### Onorificenze

Lungomare "sinistro" di Policoro

### Simboli
Blasonatura stemma

## Monumenti e luoghi d'interesse
- Museo archeologico nazionale della Siritide

### Aree naturali
- Riserva naturale orientata Bosco Pantano di Policoro

## Società

### Evoluzione demografica
Abitanti censiti

### Etnie e minoranze straniere
Al 31 dicembre 2019 la popolazione straniera residente a Policoro era composta da 1668 persone, pari al 9,3% della popolazione.
Le nazionalità maggiormente rappresentate erano:
- Romania 808
- Albania 512
- Marocco 118
- Bulgaria 44
- Polonia 26

## Cultura

### Cinema
I film o le serie girati nel territorio di Policoro, sono:
- Berlin Chamissoplatz, diretto da Rudolf Thome (1980)
- Libera nos a malo, diretto da Fulvio Wetzl (2008)
- Basilicata coast to coast, diretto da Rocco Papaleo (2010)
- Operazione vacanze, diretto da Claudio Fragasso (2012)
- Celebrity Hunted: Caccia all'uomo, stagione 1, prodotto da Endemol Shine Italy e distribuito da Prime Video (2020)

### Eventi culturali
- Blues in Town: organizzato annualmente dall'associazione culturale La Mela di Odessa, questo festival estivo, nato nel 2004.[18]
- Policoro in Swing: ideato e organizzato dall'associazione culturale ALIA fino al 2015 e successivamente dall'associazione culturale Vintage Routes, dal 2013 si tiene ogni anno alla fine di agosto.
- Balloon - Festival del fumetto e della letteratura per ragazzi: è una rassegna culturale estiva nata nel 2012 e tenutasi fino al 2016.[19]
- Vivi Heraclea: organizzato annualmente dall'associazione culturale I Colori dell'Anima, questa rassegna estiva si svolge nel parco archeologico del museo nazionale della Siritide.[senza fonte][20]

## Economia

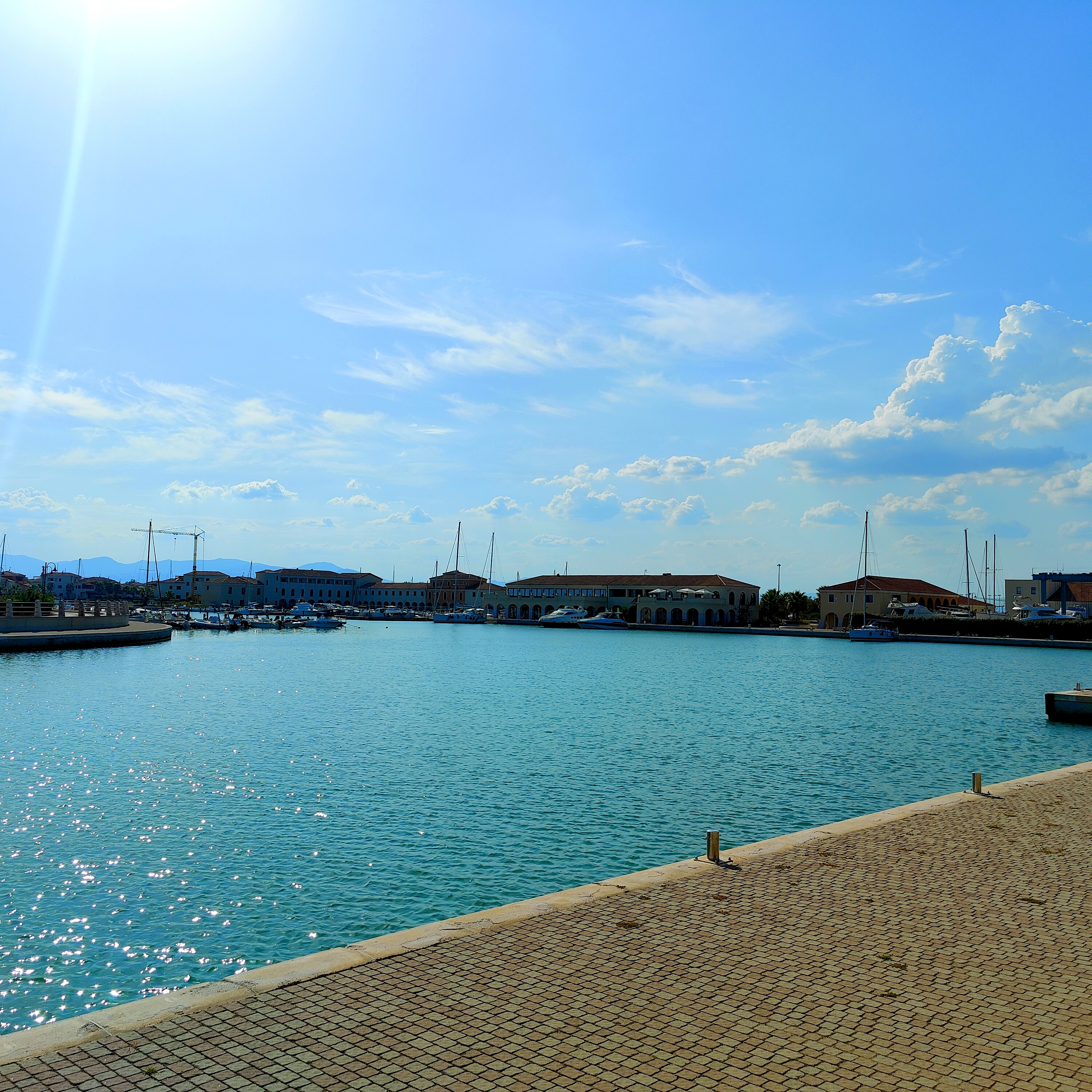
Porto turistico di Policoro

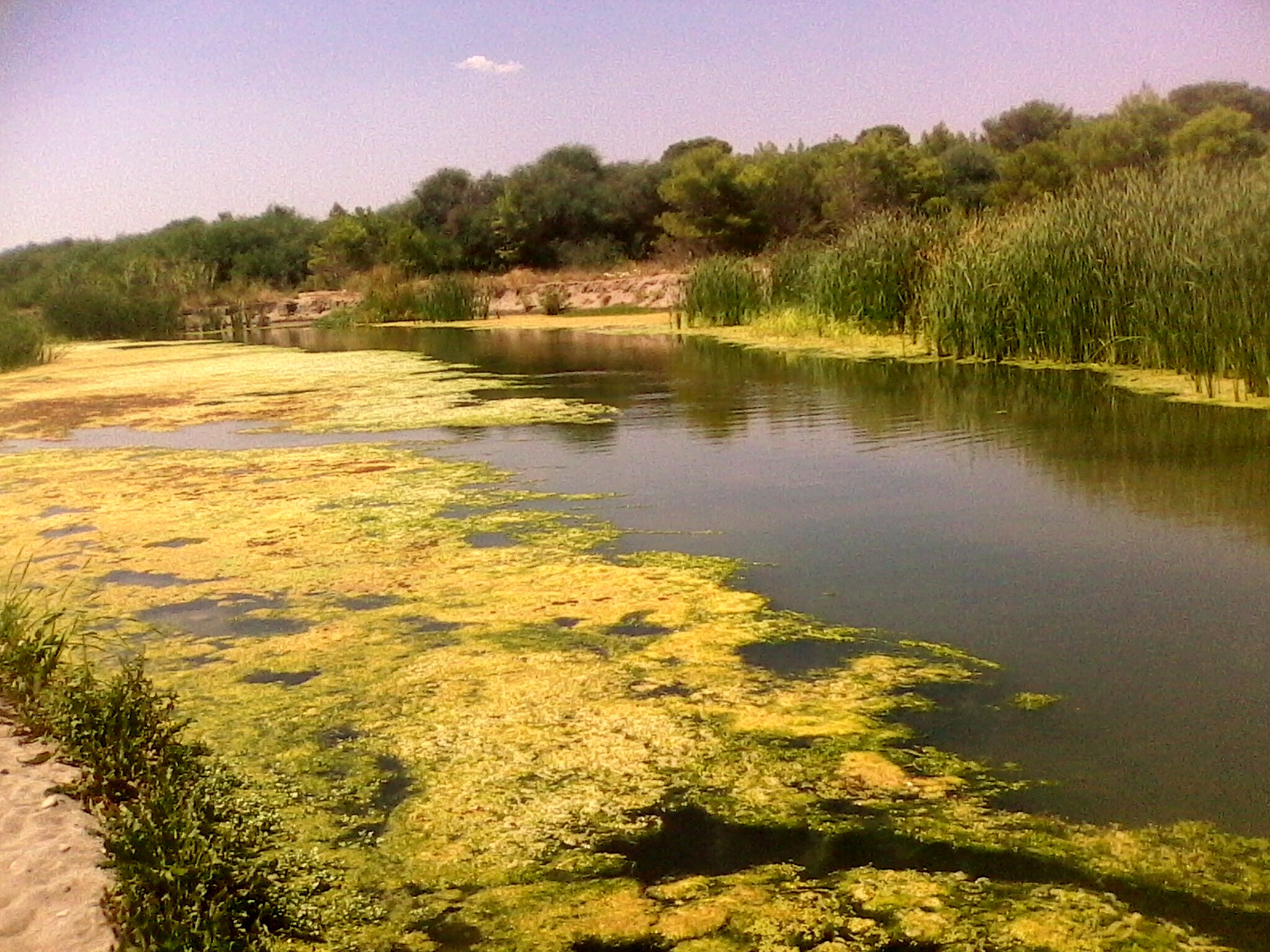
Policoro, Oasi WWF

Anche se a pochi "passi" dal mare, la città di Policoro ha per lo più una cultura agricola iniziata negli anni sessanta con lo zuccherificio e proseguito col tempo supportata prevalentemente dalle coltivazioni di kiwi e di fragole. Solo negli ultimi anni si è avuto un aumento del turismo grazie anche alle recenti costruzioni di opere turistiche.
- Agricoltura: di notevole importanza le colture pregiate, soprattutto di fragole, tipiche del Metapontino. La zona presenta una forte presenza di aziende agricole per il compattamento della frutta. In tal senso le esportazioni verso l'Europa sono il punto forte dell'economia del luogo.
- Turismo: in fase di forte sviluppo è il turismo balneare e importante è il turismo archeologico: da segnalare, a tal proposito, la presenza del Museo archeologico nazionale della Siritide, che presenta i reperti rinvenuti ad Heraclea secondo un percorso cronologico dal neolitico all'età romana.
- Industria: le industrie, soprattutto piccole aziende, stanno avendo un notevole sviluppo. Si tratta di aziende tessili, pastifici e della lavorazione del ferro. Sviluppate sono anche le attività commerciali e i servizi.
- Artigianato: tra le attività più tradizionali e rinomate vi sono quelle artigianali, legate alla cultura contadina e pastorale. Si tratta di attività per l'arte della ceramica, della porcellana e della terracotta.[21][22][23]

## Infrastrutture e trasporti
Il comune è servito dai seguenti collegamenti stradali e ferroviari:
- Strada Statale 106 Jonica;
- Strada Statale 598 di Fondovalle d'Agri;
- Strada Statale 407;
- Strada Statale 653;
- Stazione ferroviaria Policoro-Tursi sulla linea Taranto-Metaponto-Reggio Calabria (Ferrovia Jonica).

## Amministrazione
Di seguito è presentata una tabella relativa alle amministrazioni che si sono succedute in questo comune.
| Primo cittadino                        | Partito                 | Partito                                   | Coalizione              | Coalizione              | Periodo           | Periodo           |
| -------------------------------------- | ----------------------- | ----------------------------------------- | ----------------------- | ----------------------- | ----------------- | ----------------- |
| Otello Marsano                         |                         | Democrazia Cristiana                      |                         | DC                      | 22 ottobre 1988   | 26 settembre 1992 |
| Gerardo Bisogno                        | Commissario prefettizio | Commissario prefettizio                   | Commissario prefettizio | Commissario prefettizio | 27 settembre 1992 | 7 giugno 1993     |
| Sindaci ad elezione diretta (dal 1993) |                         |                                           |                         |                         |                   |                   |
| Mario Arbia                            |                         | Alleanza Popolare                         |                         | AD                      | 6 giugno 1993     | 27 aprile 1997    |
| Antonio Di Sanza                       |                         | Indipendente di centro-sinistra           |                         | Lista civica            | 27 aprile 1997    | 27 aprile 2000    |
| Nicolino Lopatriello                   |                         | Forza Italia                              |                         | CdL                     | 13 maggio 2001    | 29 maggio 2006    |
| Serafino Di Sanza                      |                         | Democratici di Sinistra                   |                         | DS-DL-UDEUR             | 29 maggio 2006    | 2 ottobre 2007    |
| Nicolino Lopatriello                   |                         | Forza Italia Il Popolo della Libertà      |                         | PdL-UdC-L. civiche      | 14 aprile 2008    | 24 gennaio 2012   |
| Rocco Luigi Leone                      |                         | Il Popolo della Libertà Fratelli d'Italia |                         | PdL-L. civiche          | 21 maggio 2012    | 26 giugno 2017    |
| Enrico Mascia                          |                         | Partito Democratico                       |                         | PD-AP-L. civiche        | 26 giugno 2017    | 27 giugno 2022    |
| Enrico Bianco                          |                         | Indipendente di centro-destra             |                         | Liste civiche           | 27 giugno 2022    | in carica         |

### Gemellaggi
Policoro è gemellata con:
- Bănești (Prahova)

## Sport

### Ciclismo
- Il 25 maggio 1984 l'8ª tappa del Giro d'Italia 1984 è partita da Policoro con destinazione Agropoli.
- Il 12 maggio 2003 la 3ª tappa del Giro d'Italia 2003 è partita da Policoro con destinazione Terme Luigiane.
- Il 16 maggio 2004 l'8ª tappa del Giro d'Italia 2004 si è conclusa a Policoro.

### Calcio
La città ha avuto fino al campionato 2009 come squadra cittadina il Policoro 2000 Calcio.
Nella stagione 2009-2010 sono invece due le formazioni che rappresentano la città: l'A.S.D. Policoro 2000 e l'A.S.D. Borussia Pleiade, militanti entrambe nell'Eccellenza Basilicata.
Dalla stagione 2010-2011 le due compagini formano una sola squadra che scende in campo, sempre nell'Eccellenza, con il nome di Associazione Sportiva Dilettantistica Policoro Heraclea.

### Calcio a 5
Nella stagione 2010/2011 il Centro Sportivo Avis ha ottenuto la promozione in Serie B di calcio a 5. Rinominata Avis Borussia Policoro, attualmente milita nel girone B di Serie A2.